# レーザーブラスト
『レーザーブラスト』 (Laserblast) は、1978年に公開されたアメリカ合衆国のSF映画。
監督はマイケル・レイ、出演はキム・マイルフォード、シェリル・スミス、ジャンニ・ルッソ、キーナン・ウィン、ロディ・マクドウォール。
なお、1988年に続編が計画されたが、財政難のために断念された。 

## あらすじ
宇宙船で地球に逃亡してきた腕にレーザー砲を装着した人型エイリアンが、追ってきた爬虫類型エイリアンたちに倒される。現場に残されたレーザー砲を地元の青年が手に入れるが、それを装着して使用したことから精神も外見も変化し始める。一方、帰還中の爬虫類型エイリアンたちはレーザー砲の回収を怠ったことを咎められ、地球へ引き返す。そして、凶暴化した青年は自身を不当に扱った人たちへの復讐のため、街で暴れる。

## キャスト
| 役名                 | 俳優                     | 日本語吹替                                     |
| 役名                 | 俳優                     | テレビ東京版                                   |
| -------------------- | ------------------------ | ---------------------------------------------- |
| ビリー・ダンカン     | キム・マイルフォード     | 鈴置洋孝                                       |
| キャシー・ファーレイ | シェリル・スミス         | 鷲尾真知子                                     |
| トニー・クレイグ     | ジャンニ・ルッソ         | 伊武雅之                                       |
| ファーレイ大佐       | キーナン・ウィン         | 及川ヒロオ                                     |
| アンガ―              | デニス・バークレー       | 鎗田順吉                                       |
| ジープ               | バリー・カトラー         | 八代駿                                         |
| マイク               | リック・ウォールターズ   | 若本紀昭                                       |
| フロッギー           | エディ・ディーゼン       | 鈴木清信                                       |
| チャック             | マイク・ボベンコ         | 安西正弘                                       |
| メロン               | ロディ・マクドウォール   | 城山知馨夫                                     |
| エリノア             | ジャネット・デイ         | 鈴木れい子                                     |
| モーラ               | メリンダ・ワンダーリッヒ | 村上ちづ子                                     |
| 不明 その他          |                          | 幹本雄之 川浪葉子                              |
|                      |                          |                                                |
| 演出                 | 演出                     | 斎藤敏夫                                       |
| 翻訳                 | 翻訳                     | 古賀牧彦                                       |
| 効果                 | 効果                     | 芦田公雄                                       |
| 調整                 | 調整                     | 横路正信                                       |
| 制作                 | 制作                     | 東北新社                                       |
| 解説                 |                          |                                                |
| 初回放送             | 初回放送                 | 1982年4月20日 『火曜ロードショー』 21:00-22:24 |

※日本語吹替はスティングレイから発売のBDに収録されている。

## 製作
低予算のもと、B級映画の製作で広く知られているチャールズ・バンドが製作した。
登場するクリーチャーは、アニメーターのデヴィッド・アレンによるストップモーション・アニメーションである。アレンとバンドの数十年に渡るコラボレーションの最初の作品であり、登場する宇宙船のモデルはグレッグ・ジーンによって2週間で設計され、リチャード・バンド、ジョエル・ゴールドスミスによって5日で作曲され、両者にとって初めての映画音楽になった。

## 評価
否定的な評価を受けており、インターネット・ムービ・データベースの下位100リストに一貫してランク付けされている。しかし、多くの批判的なレビューでもアレンのストップモーションアニメーションを、唯一の見所として挙げている。

## 日本での展開
日本では劇場未公開だったが、スターログ、宇宙船といった国内のSF雑誌で取り上げられマニアの間ではタイトルを知られた存在であった。
1982年4月に東京12チャンネル（現テレビ東京）火曜ロードショーにて『SFエイリアン・スペース/燃える大都市の怪』というタイトルでテレビ放送されたが、デヴィッド・アレンのエイリアンのシーンをまるごとカットし正味70分に短縮したものであった。
1984年11月ににっかつビデオより『SFレーザーブラスト』のタイトルで。VHS、βおよびレーザーディスクによるビデオソフトが販売された。いずれもノーカットではあるもののアスペクト比はテレビサイズであった。その後2000年に発売されたDVDも同様。
2022年にスティングレイより『レーザーブラスト』のタイトルで、1.66:1のサイズに戻され、日本語吹替版や日本初回放送時のバージョンなど多数の特典を網羅したBlu-ray Discが発売された。